# Kyaukkyi
Kyaukkyi är en kommun i Myanmar.   Den ligger i regionen Bagoregionen, i den södra delen av landet, 170 km söder om huvudstaden Naypyidaw. Antalet invånare är 106 008.